# King Kong Song
"King Kong Song" (originalmente "Mr. Sex"), escrita por Benny Andersson e Björn Ulvaeus, é uma gravação de 1974 pelo grupo pop sueco ABBA, incluído no álbum Waterloo. Em 1977, a faixa foi lançada como um single para coincidir com o relançamento do filme King Kong, que alcançou o quarto lugar nas paradas do Tio i topp na Suécia, onde foi o lado-B de "Honey, Honey" e a 94ª posição na Austrália, onde tinha sido o lado B de "I've Been Waiting For You".

## Versões cover
- A banda Electric Boys gravou um cover da canção para o álbum sueco tributo de 1992, ABBA: The Tribute, lançado pela gravadora Polar Music.
- A banda sueca Moahni Moahna gravou um cover para o seu álbum de 1996 Why.